# Reinaldo Yanchapaxi
Reinaldo Yanchapaxi Cando (Saquisilí, 1935-Ibidem, 2 de abril de 2018) fue un médico cirujano y político ecuatoriano.

## Biografía
Nació en 1935 en Saquisilí, provincia de Cotopaxi y fallece el 2 de abril de 2018 en Quito, provincia de Pichincha. Realizó sus estudios superiores en la Universidad Central del Ecuador, donde obtuvo el título de médico cirujano. Debido a su alto rendimiento académico recibió una beca para estudiar pediatría en la Universidad de Madrid.
Fue rector del Colegio Nacional Saquisilí durante 15 años. Posteriormente fue elegido consejero provincial de Cotopaxi, ostentando el cargo entre 1972 y 1975. Durante parte de su tiempo como consejero ocupó la vicepresidencia del consejo provincial.
En 1978 recibió la invitación del entonces candidato presidencial Jaime Roldós Aguilera de afiliarse al partido Concentración de Fuerzas Populares, un año después se fundó el partido Democracia Popular y Yanchapaxi pasó a sus filas. En las elecciones legislativas de 1979 fue elegido diputado nacional en representación de la provincia de Cotopaxi.
En 1981 fue elegido vicepresidente del Congreso Nacional con 34 votos a favor, recibiendo el apoyo de la Democracia Popular, el partido Izquierda Democrática y el Grupo Roldosista.
Para las elecciones legislativas de 1988 fue elegido por segunda ocasión como diputado en representación de Cotopaxi. Su elevado perfil dentro de la Democracia Popular lo llevó a ser designado como el binomio del candidato presidencial Vladimiro Álvarez en las elecciones generales de 1992. En las mismas alcanzaron el octavo lugar, con el 1.89% de los votos.
Fue elegido diputado en las elecciones legislativas de 1994 y de 1998, ambas ocasiones representando de nuevo a Cotopaxi. Durante los gobiernos de Jamil Mahuad y de Gustavo Noboa fue un nexo clave entre el gobierno central y su provincia, proponiendo nombres para varias dignidades provinciales, entre ellas la gobernación. En 2001 se desafilió de la Democracia Popular debido a discrepancias con la dirigencia del partido sobre la subida del Impuesto al Valor Agregado.